# Brooks (DJ)
Thijs Westbroek, född den 14 april, 1995 i Eindhoven, Nederländerna, bättre känd som Brooks, är en nederländsk DJ, musikproducent. Han är mest känd för sitt arbete med Martin Garrix & David Guetta på låtarna "Byte", "Like I Do" och "Better When You're Gone".

## Karriär
Brooks karriär som DJ började när han mailade sina låtar till olika email-adresser som han trodde var relaterade till Martin Garrix. Kort efter uppmärksammades låten av Martin Garrix på en av hans spelningar. Därefter kontaktade Garrix och ville arbeta tillsammans med Brooks. Garrix bjöd över Brooks till hans hus och tillsammans arbetade de på "Byte". Brooks beskrev händelsen som en "crazy story" och att han kände sig tursam.
I oktober 2017, släppte Brooks singeln "Boomerang" tillsammans med Garrix, som använde namnet GRX.
Den 22 februari 2018, arbetade Brooks tillsammans med Garrix och David Guetta på låten "Like I Do".
År 2018 nominerades Brooks för "Best Talent 2018" priset av SLAM!.

## Diskografi
| Titel                     | År   | Platser | Platser | Platser   | Platser | Platser | Platser | Platser | Platser | Platser | Platser | Platser  | Certifikat                     |
| Titel                     | År   | NL      | AUT     | BEL Dance | FRA     | GER     | ITA     | NOR     | SWE     | SWI     | UK      | US Dance | Certifikat                     |
| ------------------------- | ---- | ------- | ------- | --------- | ------- | ------- | ------- | ------- | ------- | ------- | ------- | -------- | ------------------------------ |
| "Get Down"                | 2015 | —       | —       | —         | —       | —       | —       | —       | —       | —       | —       | —        |                                |
| "Alamo"                   | 2015 | —       | —       | —         | —       | —       | —       | —       | —       | —       | —       | —        |                                |
| "Pinball"                 | 2015 | —       | —       | —         | —       | —       | —       | —       | —       | —       | —       | —        |                                |
| "If Only I Could"         | 2016 | —       | —       | —         | —       | —       | —       | —       | —       | —       | —       | —        |                                |
| "Make Your Move"          | 2016 | —       | —       | —         | —       | —       | —       | —       | —       | —       | —       | —        |                                |
| "Hold It Down"            | 2016 | —       | —       | —         | —       | —       | —       | —       | —       | —       | —       | —        |                                |
| "Take Me Away"            | 2016 | —       | —       | —         | —       | —       | —       | —       | —       | —       | —       | —        |                                |
| "Joyride"                 | 2017 | —       | —       | —         | —       | —       | —       | —       | —       | —       | —       | —        |                                |
| "On Our Own"              | 2017 | —       | —       | —         | —       | —       | —       | —       | —       | —       | —       | —        |                                |
| "Byte"                    | 2017 | 2       | 23      | 104       | —       | —       | —       | —       | —       | —       | —       | 49       |                                |
| "Jetlag"                  | 2017 | —       | —       | —         | —       | —       | —       | —       | —       | —       | —       | —        |                                |
| "Boomerang"               | 2017 | —       | —       | —         | —       | —       | —       | —       | —       | —       | —       | —        |                                |
| "Like I Do"               | 2018 | 21      | 20      | —         | 20      | 23      | 75      | 9       | 15      | 22      | 29      | 8        | MC: Gold SNEP: Gold RIAA: Gold |
| "Lynx"                    | 2018 | —       | —       | —         | —       | —       | —       | —       | —       | —       | —       | —        |                                |
| "Limbo"                   | 2018 | —       | —       | —         | —       | —       | —       | —       | —       | —       | —       | —        |                                |
| "Better When You're Gone" | 2019 | —       | 70      | —         | —       | 59      | —       | —       | —       | 51      | —       | —        |                                |
| "Waiting For Love"        | 2019 | —       | —       | —         | —       | —       | —       | —       | —       | —       | —       | —        |                                |
| "Riot"                    | 2019 | —       | —       | —         | —       | —       | —       | —       | —       | —       | —       | —        |                                |
| "Say A Little Prayer"     | 2020 | —       | —       | —         | —       | —       | —       | —       | —       | —       | —       | —        |                                |
| "Without You"             | 2020 | —       | —       | —         | —       | —       | —       | —       | —       | —       | —       | —        |                                |
| "Voices"                  | 2020 | —       | —       | —         | —       | —       | —       | —       | —       | —       | —       | —        |                                |
| "Long Time"               | 2020 | —       | —       | —         | —       | —       | —       | —       | —       | —       | —       | —        |                                |
| "Quantum"                 | 2022 | —       | —       | —         | —       | —       | —       | —       | —       | —       | —       | —        |                                |
| "Take My Breath Away"     | 2022 | —       | —       | —         | —       | —       | —       | —       | —       | —       | —       | —        |                                |
| "Someday"                 | 2022 | —       | —       | —         | —       | —       | —       | —       | —       | —       | —       | —        |                                |
| "Sober"                   | 2022 | —       | —       | —         | —       | —       | —       | —       | —       | —       | —       | —        |                                |
| "One Night (Loneliness)"  | 2022 | —       | —       | —         | —       | —       | —       | —       | —       | —       | —       | —        |                                |